# Бойко Віталій Федорович
Бойко Віталій Федорович (30 вересня 1937, с. Кропивне, Ніжинський район, Чернігівська область, Українська РСР, СРСР — 30 січня 2020) — український юрист і дипломат. Голова Верховного Суду України  з 21 грудня 1994 по 24 жовтня 2002. Надзвичайний і Повноважний Посол України в Республіці Молдова у 1993–1994. Міністр юстиції України (1990—1992).

## Біографія
Народився 30 вересня 1937 р. у селі Кропивне (Ніжинський район), (Чернігівська область). Після закінчення у 1954 р. Ніжинського технікуму підготовки культурно-освітніх працівників завідував сільським клубом. З 1956 по 1959 р. проходив строкову військову службу.
У 1963 р. закінчив Харківський юридичний інститут і був обраний суддею Амур-Нижньодніпровського районного суду м. Дніпропетровська, а наступного року — призначений головою цього суду й очолював його упродовж десяти років. З лютого 1973 р. по березень 1976 р. обіймав посаду заступника голови Дніпропетровського обласного суду, протягом наступних десяти років очолював Донецький обласний суд.
У січні 1986 року призначений першим заступником Міністра юстиції.
У період із 1990 р. по 1992 р. обіймав посаду Міністра юстиції України. Саме тоді міністерство розробило основні положення, що лягли в основу законів «Про власність», «Про економічну самостійність України» та інших нормативних актів. Це було непростим завданням, оскільки вносилися зміни в законодавчі акти у зв'язку з набуттям Україною незалежності, по-новому формулювалися окремі положення закону, починаючи з Кримінального кодексу, були внесені зміни до закону «Про судоустрій України», приймалися нові закони, зокрема, «Про статус суддів».
Очолюючи Міністерство юстиції, одночасно виконував і обов'язки Голови Центральної виборчої комісії з виборів народних депутатів України (1989—1992 рр.). Займався також організацією виборів першого Президента України, проведенням Всеукраїнського референдуму з питань незалежності України. І ця робота була дуже відповідальною, оскільки рішення Центральної виборчої комісії тоді не можна було оскаржити до суду — вони були остаточними й оскарженню не підлягали.
З 1992 р. по 1993 р. працював завідувачем відділу оборони, національної безпеки, правопорядку і надзвичайних ситуацій Кабінету Міністрів України.
З березня 1993 р. — Надзвичайний і Повноважний Посол України в Республіці Молдова.
З 21 грудня 1994 р. обраний Головою Верховного Суду України й очолював його до виходу у відставку 24 жовтня 2002 р.
Суддя вищого кваліфікаційного класу.
Ініціатор багатьох законопроєктів та пропозицій щодо вдосконалення чинного законодавства України, здійснення у державі судово-правової реформи. Входив до складу Ради при Президентові України з питань реформування судової системи України та до Вищої ради юстиції. Був одним з організаторів Спілки юристів України.
Нагороджений Почесними грамотами Президії Верховної Ради УРСР (1987) та Верховної Ради України (2001, 2002), Почесною відзнакою Президента України (1996), орденом князя Ярослава Мудрого V ступеня (2001), Почесною відзнакою Ради суддів України (2002).
Заслужений юрист України (1997).
За словами колишнього заступника Голови СБУ генерал-лейтенанта Олександра Скіпальського, у 1997-98 р.р. особисто відмовив у реабілітації українця - ветерана Червоної армії, учасника битви за Берлін, що мав бойові нагороди, несправедливо засудженого радянскою владою після війни. Арґументація - рішення беріїївського слідчого не підлягає перегляду.